# ¿Dónde Están los Ladrones?
«¿Dónde Están los Ladrones?» (укр. «Де злодії?») — четвертий альбом колумбійської співачки Шакіри, виданий 29 вересня 1999 року лейблом Sony Music Latin. Назва пов'язана з тим, що в аеропорту в Боготі злодій вкрав сумку, де були тексти пісень для нового альбому. Дві пісні з альбому Шакіри нагороджені латинською премією «Греммі» за найкращий жіночий поп вокал і за найкращий жіночий рок вокал. Також альбом отримав номінацію на «Греммі» за найкращий латиноамериканський рок-альбом.

## Список композицій
| #   | Назва                                                                                   | Автор                  | Тривалість |
| --- | --------------------------------------------------------------------------------------- | ---------------------- | ---------- |
| 1.  | «Ciega, Sordomuda»                                                                      | Shakira, Salgado       | 4:28       |
| 2.  | «Si Te Vas»                                                                             | Shakira, Ochoa         | 3:30       |
| 3.  | «Moscas En La Casa»                                                                     | Shakira                | 3:32       |
| 4.  | «No Creo»                                                                               | Shakira, Ochoa         | 3:53       |
| 5.  | «Inevitable (Shakira song)»                                                             | Shakira, Ochoa         | 3:13       |
| 6.  | «Octavo Día»                                                                            | Shakira, Mendez        | 4:32       |
| 7.  | «Que Vuelvas»                                                                           | Shakira                | 3:51       |
| 8.  | «Tú (song)»                                                                             | Shakira, O'Brien       | 3:35       |
| 9.  | «¿Dónde Están Los Ladrones?»                                                            | Shakira, Ochoa         | 3:14       |
| 10. | «Sombra De Ti»                                                                          | Shakira, Ochoa         | 3:35       |
| 11. | «Ojos Así»                                                                              | Shakira, Florez, Garza | 3:57       |
| 12. | «Ojos Así (Single Version) (United Kingdom, Japan, Netherlands and iTunes Bonus Track)» | Shakira, Florez, Garza | 3:56       |